# Бекингтон, Элис
Элис Бекингтон (англ. Alice Beckington; 1868—1942) — американская художница.

## Биография
Родилась 30 июля 1868 года в городе Сент-Чарльз, штат Миссури.

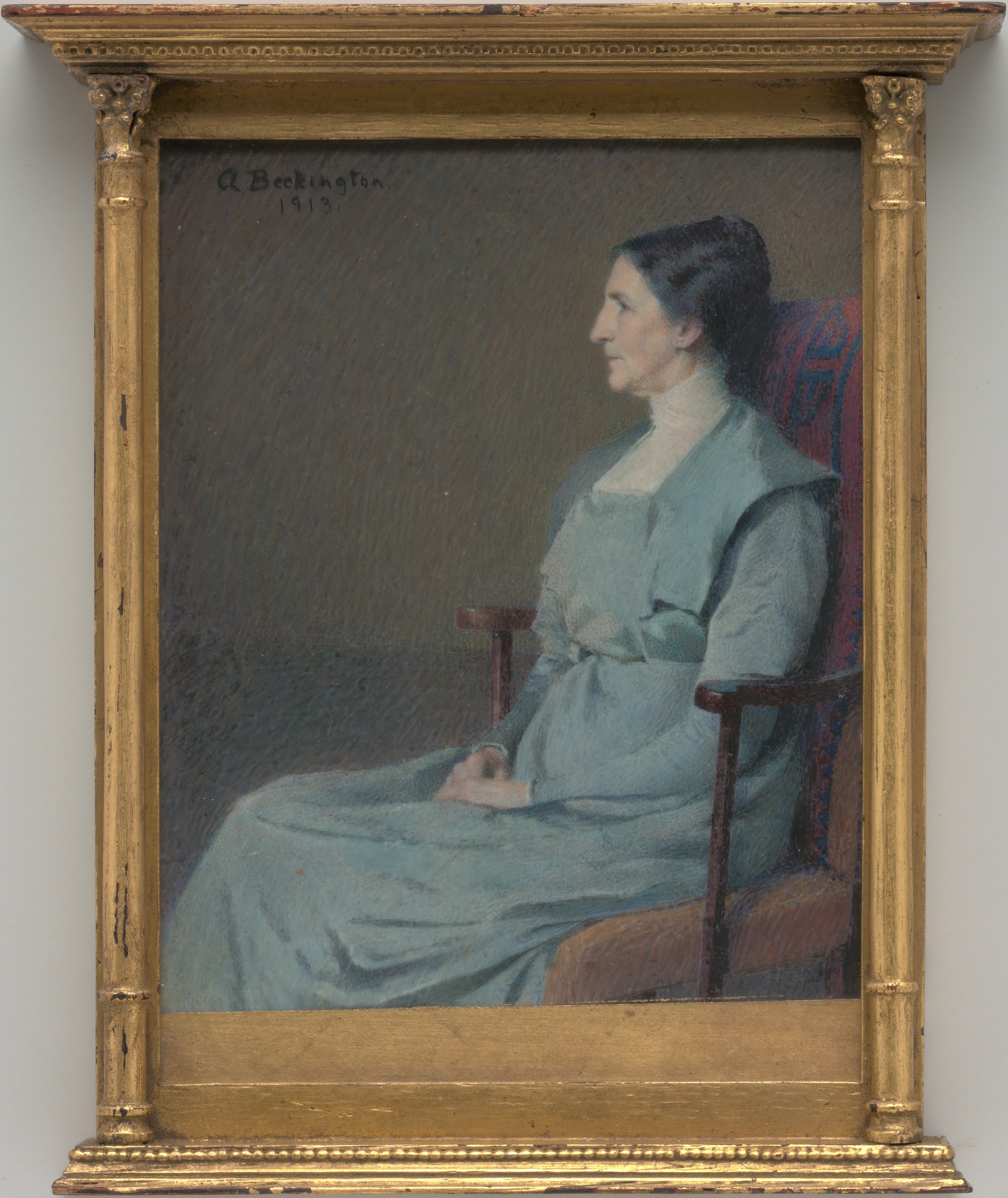
Портрет матери художницы, 1913 год

Изучала искусство в Нью-Йорке в Лиге студентов-художников, где была ученицей Джеймса Беквита. Также некоторое время училась у Кеньона Кокса. Затем поехала в Париж для продолжения обучения в Академии Жюлиана; здесь её преподавателями стали Жюль Лефевр и Бенжамен-Констан. Кроме этого брала уроки у американца Чарльза Лазара в его парижской студии. По возвращении в Соединённые Штаты, Элис Бекингтон начала выставлять свои работы, в том числе на Pan-American Exposition 1901 года и на Всемирной выставке 1904 года в Сент-Луисе, где получила бронзовую медаль.
Она стала одним из основателей Американского общества художников-миниатюристов, где несколько лет работала в качестве его президента. С 1905 по 1916 годы преподавала миниатюрную живопись в Art Students League. Бекингтон была также членом Американской федерации искусств и общества художников-миниатюристов Пенсильвании. Вместе с другой художницей — Теодорой Тайер, стала основательницей небольшой летней художественной колонии в местечке Сайчуат, штат Массачусетс.
Портрет ученицы Элис Бекингтон — Розины Бордман — в настоящее время находится в коллекции Смитсоновского музея американского искусства. Несколько её работ принадлежат Метрополитен-музею.
Умерла 4 января 1942 года. Была похоронена на кладбище East Cemetery города Манчестер, штат Коннектикут.